# Sả dịu
Sả, sả dịu hay sả chanh (danh pháp hai phần: Cymbopogon flexuosus) là loài thực vật thuộc chi Sả, bản địa của Ấn Độ, Sri Lanka, Myanmar và Thái Lan.
Từ lá tươi của cây sả chanh, người ta chưng cất tinh dầu sả, hoặc có thể chiết bằng cồn. Tinh dầu sả chanh chứa 70% đến 80% citral.
Tinh dầu sả chanh giúp giảm stress, đặc biệt có tính kháng khuẩn, kháng nấm.

## Một số giống cây trồng
- I cauvery [4]
- Krishna [5]